# 하카타촌
하카타촌(일본어: 伯太村)은 일본 오사카부 이즈미군·센보쿠군에 설치되었던 촌이다. 현재의 이즈미시 북서부에 해당한다.